# NGC 2188
NGC 2188 é uma galáxia espiral barrada (SBm) localizada na direcção da constelação de Columba. Possui uma declinação de -34° 06' 18" e uma ascensão recta de 6 horas, 10 minutos e 09,7 segundos.
A galáxia NGC 2188 foi descoberta em 9 de Janeiro de 1836 por John Herschel.